# Rune Börjesson

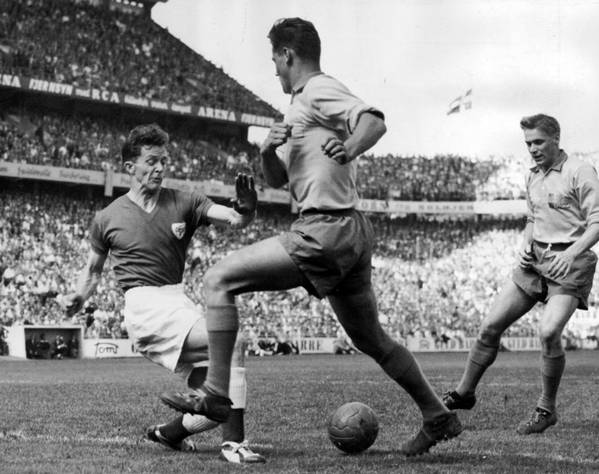
Börjesson im Zusammenspiel mit Bild in einem Länderspiel

Rune Börjesson (* 24. April 1937; † 8. Februar 1996) war ein schwedischer Fußballnationalspieler. Der Stürmer, der mehrmals in der schwedischen Nationalmannschaft eingesetzt wurde, spielte zeitweilig in Italien.

## Werdegang
Börjesson begann seine Karriere bei Örgryte IS. Mit dem Göteborger Klub spielte er zunächst in der zweitklassigen Division 2. An der Seite der Vize-Weltmeister Agne Simonsson und Gunnar Gren im Sturm aufgestellt, konnte er mit dem Verein den Staffelsieg der Division 2 Västra Götaland und anschließend durch zwei Siege über Landskrona BoIS in den Aufstiegsrunde den Aufstieg in die Allsvenskan feiern. Als Nachwuchstalent debütierte er noch als Zweitligaspieler am 14. September 1958 beim 2:0-Erfolg gegen die norwegische Nationalmannschaft in der Nationalmannschaft.
In der ersten Liga stellte Börjesson seine Torgefährlichkeit unter Beweis. Bereits in seiner Debütsaison im schwedischen Oberhaus wurde er mit 21 Saisontoren Torschützenkönig. Zudem gehörte er im Oktober 1959 zu der schwedischen Mannschaft, die als zweite Landesauswahl nach der ungarischen Nationalmannschaft 1953 die englische Nationalmannschaft auf englischem Boden besiegte. In der Spielzeit 1960 konnte er seinen Titel als Torschützenkönig verteidigen und wechselte 1961 auf Empfehlung Grens als Fußballprofi nach Italien zu Juventus Turin. Von dort wurde er jedoch nach kurzer Zeit an US Palermo ausgeliehen. Mit seinem Wechsel nach Italien endete auch nach 20 Spielen, in denen ihm zwölf Tore gelangen, seine Nationalmannschaftskarriere.
1964 kehrte er zu Örgryte IS zurück und spielte für den Klub noch mehrere Jahre in der Allsvenskan.